# سان رافائيل مندوزا (مدينة)
سان رافائيل، مندوزا (بالإسبانية: San Rafael, Mendoza)‏ هي منطقة سكنية تقع في الأرجنتين في San Rafael Department. يقدر عدد سكانها بـ 118,950 نسمة وترتفع عن سطح البحر 750 متر.

## المناخ
يظهر الجدول التالي التغييرات المناخية على مدار السنة لسان رافائيل، مندوزا:
| البيانات المناخية لـسان رافائيل، مندوزا    | البيانات المناخية لـسان رافائيل، مندوزا | البيانات المناخية لـسان رافائيل، مندوزا | البيانات المناخية لـسان رافائيل، مندوزا | البيانات المناخية لـسان رافائيل، مندوزا | البيانات المناخية لـسان رافائيل، مندوزا | البيانات المناخية لـسان رافائيل، مندوزا | البيانات المناخية لـسان رافائيل، مندوزا | البيانات المناخية لـسان رافائيل، مندوزا | البيانات المناخية لـسان رافائيل، مندوزا | البيانات المناخية لـسان رافائيل، مندوزا | البيانات المناخية لـسان رافائيل، مندوزا | البيانات المناخية لـسان رافائيل، مندوزا | البيانات المناخية لـسان رافائيل، مندوزا |
| الشهر                                      | يناير                                   | فبراير                                  | مارس                                    | أبريل                                   | مايو                                    | يونيو                                   | يوليو                                   | أغسطس                                   | سبتمبر                                  | أكتوبر                                  | نوفمبر                                  | ديسمبر                                  | المعدل السنوي                           |
| ------------------------------------------ | --------------------------------------- | --------------------------------------- | --------------------------------------- | --------------------------------------- | --------------------------------------- | --------------------------------------- | --------------------------------------- | --------------------------------------- | --------------------------------------- | --------------------------------------- | --------------------------------------- | --------------------------------------- | --------------------------------------- |
| الدرجة القصوى °م (°ف)                      | 43.3 (109.9)                            | 40.2 (104.4)                            | 38.0 (100.4)                            | 34.4 (93.9)                             | 33.7 (92.7)                             | 32.0 (89.6)                             | 28.0 (82.4)                             | 33.4 (92.1)                             | 35.0 (95.0)                             | 36.2 (97.2)                             | 39.8 (103.6)                            | 41.5 (106.7)                            | 43.3 (109.9)                            |
| متوسط درجة الحرارة الكبرى °م (°ف)          | 31.1 (88.0)                             | 30.0 (86.0)                             | 27.0 (80.6)                             | 22.5 (72.5)                             | 18.5 (65.3)                             | 15.8 (60.4)                             | 15.2 (59.4)                             | 17.6 (63.7)                             | 19.8 (67.6)                             | 24.2 (75.6)                             | 27.5 (81.5)                             | 30.2 (86.4)                             | 23.3 (73.9)                             |
| المتوسط اليومي °م (°ف)                     | 23.3 (73.9)                             | 22.0 (71.6)                             | 19.3 (66.7)                             | 14.5 (58.1)                             | 10.5 (50.9)                             | 7.7 (45.9)                              | 6.9 (44.4)                              | 9.0 (48.2)                              | 11.8 (53.2)                             | 16.3 (61.3)                             | 19.6 (67.3)                             | 22.4 (72.3)                             | 15.3 (59.5)                             |
| متوسط درجة الحرارة الصغرى °م (°ف)          | 15.4 (59.7)                             | 14.5 (58.1)                             | 12.8 (55.0)                             | 8.4 (47.1)                              | 4.8 (40.6)                              | 2.0 (35.6)                              | 0.9 (33.6)                              | 2.4 (36.3)                              | 4.7 (40.5)                              | 8.3 (46.9)                              | 11.2 (52.2)                             | 14.0 (57.2)                             | 8.3 (46.9)                              |
| أدنى درجة حرارة °م (°ف)                    | 4.3 (39.7)                              | 4.8 (40.6)                              | −2.7 (27.1)                             | −4.3 (24.3)                             | −7.8 (18.0)                             | −8.4 (16.9)                             | −9.7 (14.5)                             | −8.7 (16.3)                             | −6.9 (19.6)                             | −2.4 (27.7)                             | −0.3 (31.5)                             | 1.5 (34.7)                              | −9.7 (14.5)                             |
| الهطول مم (إنش)                            | 61.0 (2.40)                             | 42.8 (1.69)                             | 37.2 (1.46)                             | 26.1 (1.03)                             | 15.6 (0.61)                             | 9.1 (0.36)                              | 13.2 (0.52)                             | 16.0 (0.63)                             | 27.4 (1.08)                             | 30.5 (1.20)                             | 38.6 (1.52)                             | 45.3 (1.78)                             | 362.8 (14.28)                           |
| متوسط أيام هطول الأمطار (≥ 0.1 mm)         | 7.5                                     | 6.1                                     | 5.3                                     | 4.1                                     | 3.7                                     | 2.9                                     | 2.8                                     | 3.3                                     | 4.7                                     | 4.7                                     | 5.7                                     | 6.7                                     | 57.5                                    |
| متوسط الأيام المثلجة                       | 0                                       | 0                                       | 0                                       | 0                                       | 0.1                                     | 0.6                                     | 0.6                                     | 0.2                                     | 0.3                                     | 0.1                                     | 0                                       | 0                                       | 1.9                                     |
| متوسط الرطوبة النسبية (%)                  | 53.6                                    | 56.8                                    | 63.6                                    | 66.9                                    | 68.0                                    | 66.1                                    | 63.4                                    | 57.2                                    | 55.8                                    | 51.9                                    | 50.2                                    | 50.7                                    | 58.7                                    |
| ساعات سطوع الشمس الشهرية                   | 322.4                                   | 276.9                                   | 244.9                                   | 216.0                                   | 189.1                                   | 153.0                                   | 164.3                                   | 207.7                                   | 198.0                                   | 248.0                                   | 288.0                                   | 316.2                                   | 2٬824٫5                                 |
| نسبة وصول أشعة الشمس                       | 73                                      | 73                                      | 64                                      | 64                                      | 59                                      | 51                                      | 52                                      | 61                                      | 55                                      | 62                                      | 68                                      | 71                                      | 63                                      |
| المصدر #1: Servicio Meteorológico Nacional |                                         |                                         |                                         |                                         |                                         |                                         |                                         |                                         |                                         |                                         |                                         |                                         |                                         |
| المصدر #2: UNLP (sun and snowfall)         |                                         |                                         |                                         |                                         |                                         |                                         |                                         |                                         |                                         |                                         |                                         |                                         |                                         |

## معرض صور

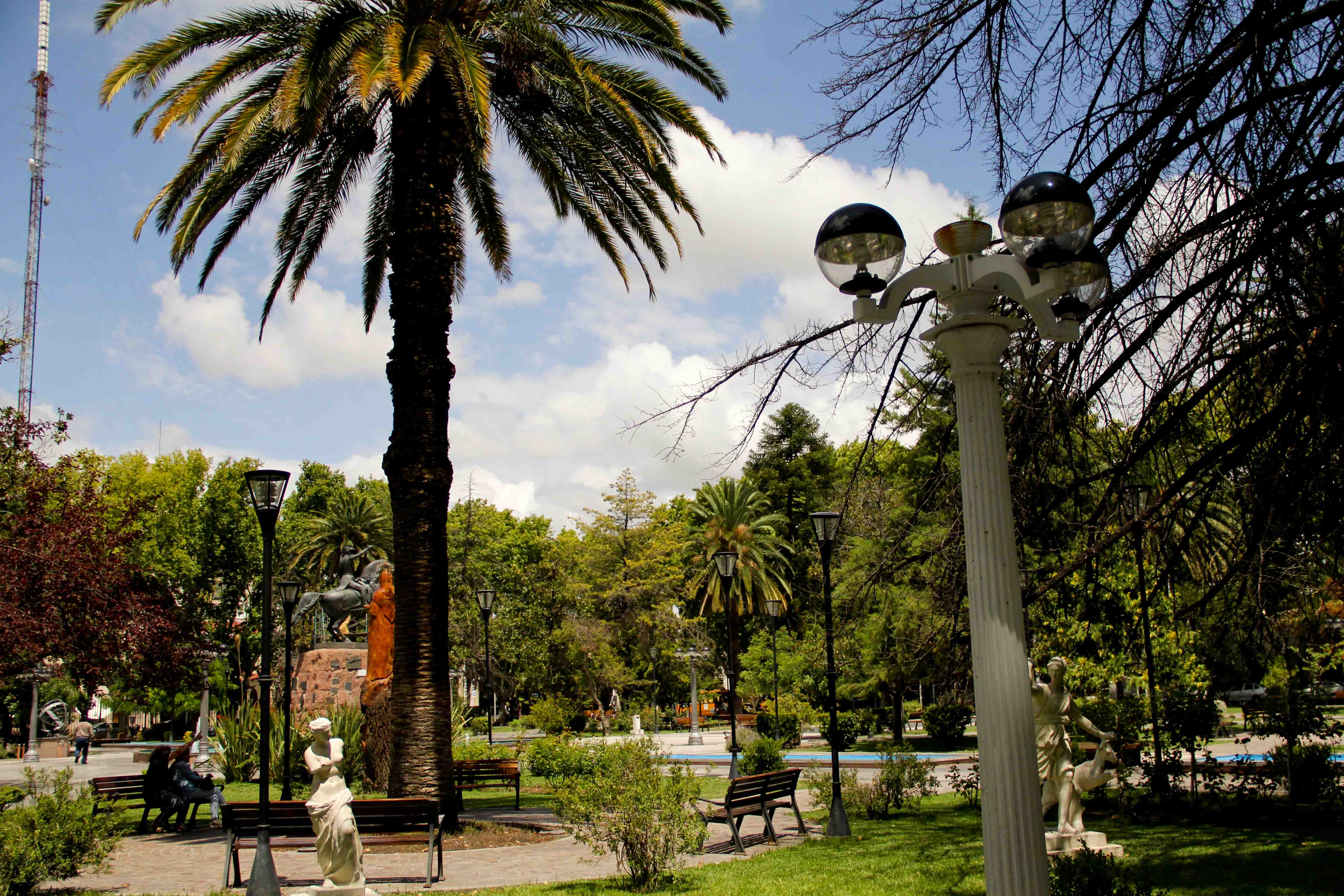
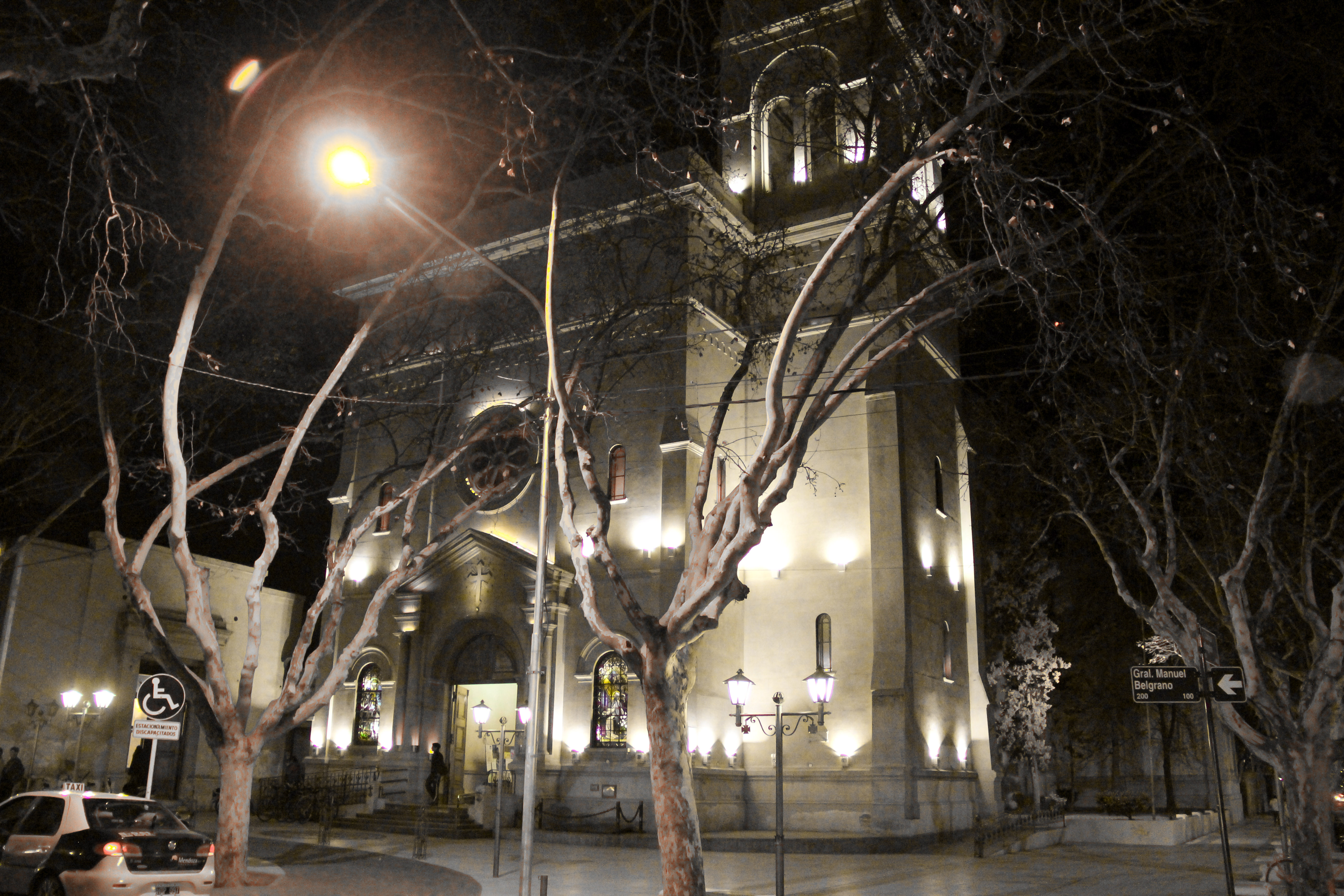
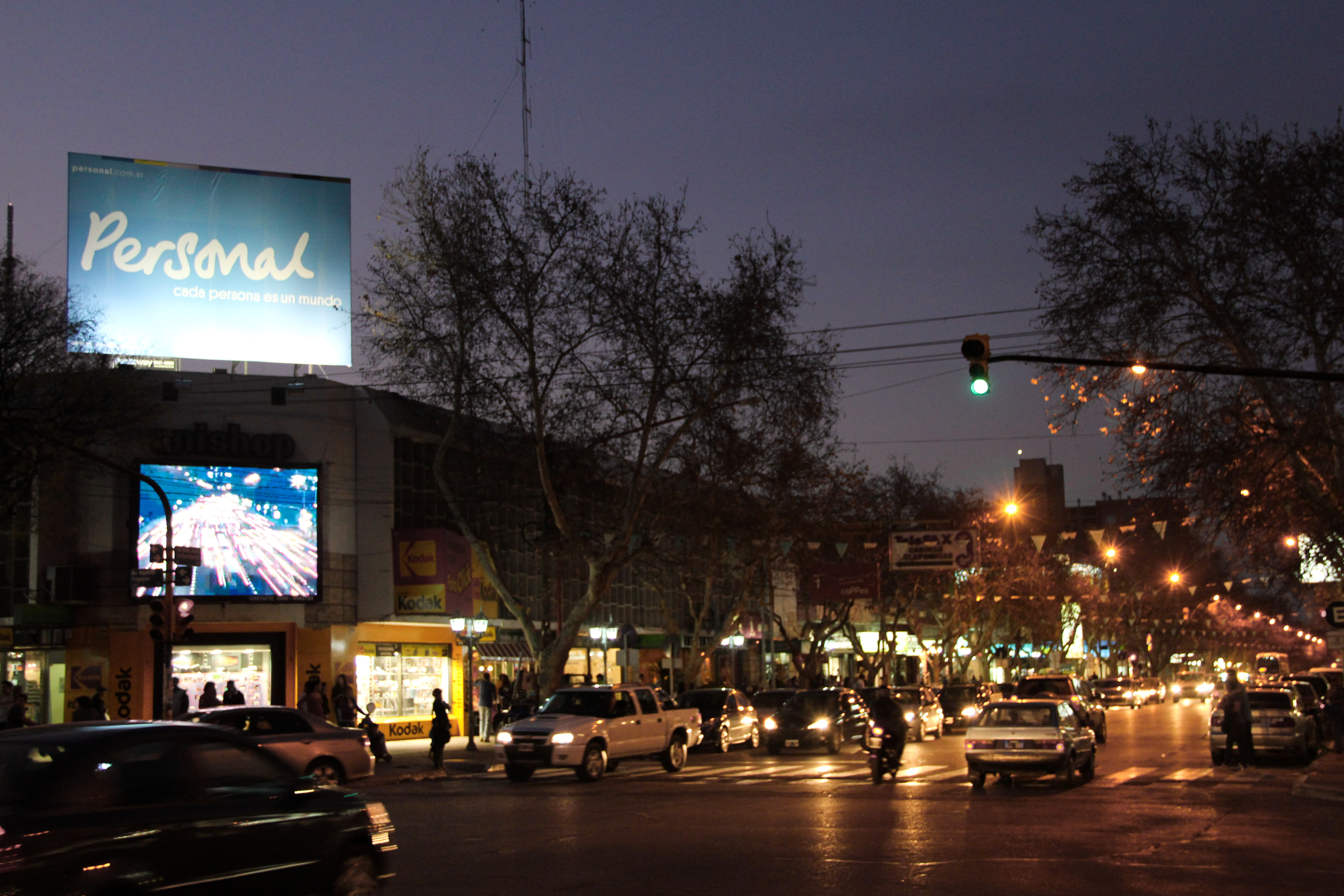
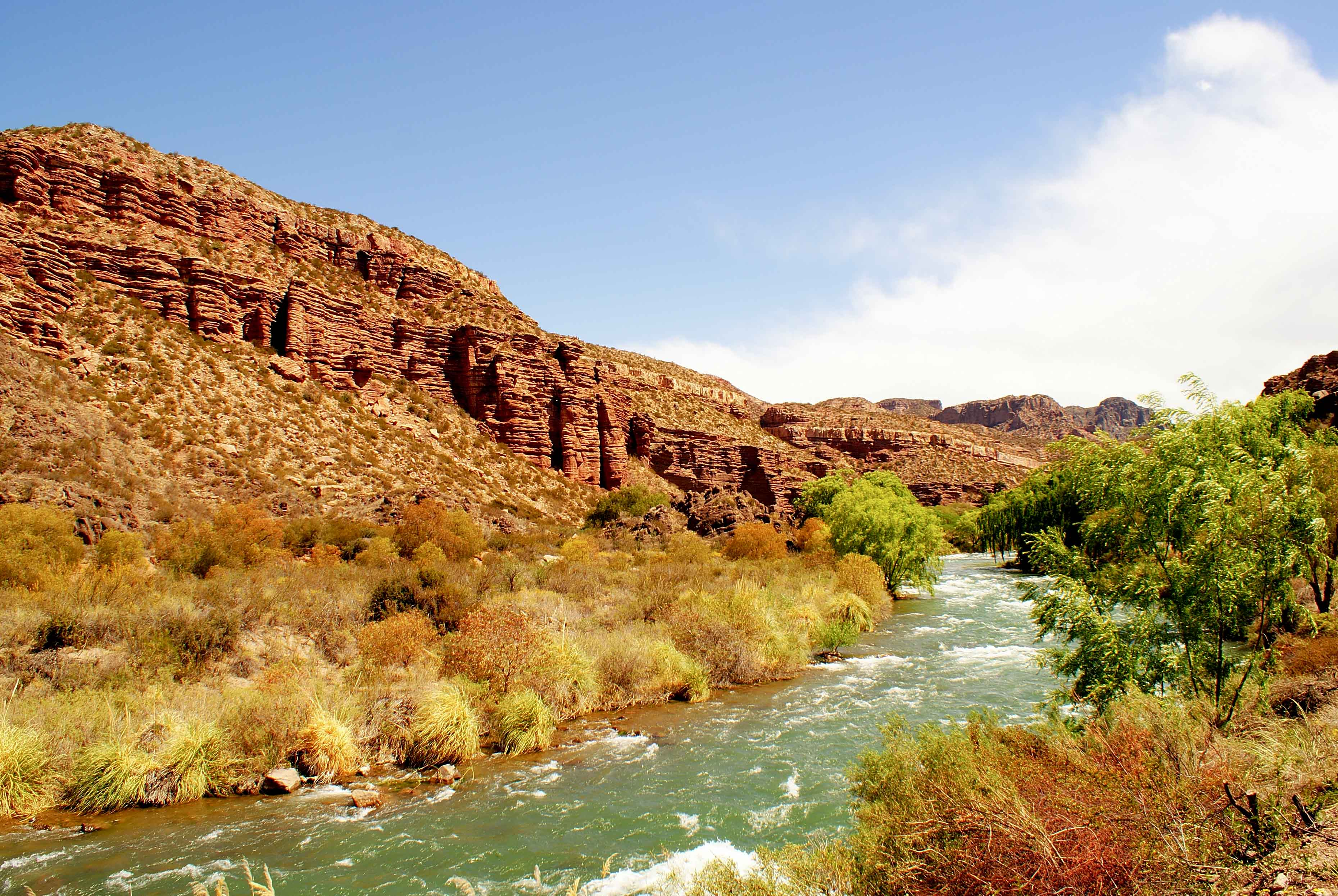

## أعلام
- داريو فيغيروا
- خيسوس منديز
- لويس رويدا
- روكيو أفالاي
- خوسيه لويس غونزاليس